# El Capadero, San Francisco del Rincón
El Capadero är en ort i Mexiko.   Den ligger i kommunen San Francisco del Rincón och delstaten Guanajuato, i den centrala delen av landet, 300 km nordväst om huvudstaden Mexico City. El Capadero ligger 1 827 meter över havet och antalet invånare är 184.
Terrängen runt El Capadero är platt åt nordost, men åt sydväst är den kuperad. Runt El Capadero är det ganska glesbefolkat, med 47 invånare per kvadratkilometer. Närmaste större samhälle är San Roque, 17,7 km nordväst om El Capadero. Trakten runt El Capadero består till största delen av jordbruksmark.